# Gunnar Thoroddsen
Gunnar Thoroddsen (29 de dezembro de 1910 – 27 de setembro de 1983) foi um político islandês. Ocupou o cargo de Primeiro-ministro da Islândia de 8 de fevereiro de 1980 até 26 de maio de 1983. Fora antes embaixador da Islândia na Dinamarca entre 1965 e 1969, e concorreu à presidência em 1968.